# Крутой Яр (Запорожская область)
Крутой Яр (укр. Крутий Яр) — село,
Максимовский сельский совет,
Вольнянский район,
Запорожская область,
Украина.
Код КОАТУУ — 2321583003. Население по переписи 2001 года составляло 130 человек.

## Географическое положение
Село Крутой Яр находится у истоков реки Любашевка,
на расстоянии в 1 км от села Вольное (Новониколаевский район) и в 2,5 км от села Максимовка.

## История
- 1920 год — дата основания.